# 华安镇
华安镇是中国黑龙江省齐齐哈尔市碾子山区下辖的一个镇，原为富强街道，2022年原富强街道撤销建立华安镇